# Xiao Xin
Xiao Xin (chiń. 小辛), imię osobiste Zi Song – władca Chin z dynastii Shang.
Starożytna chińska kronika Zapiski historyka autorstwa Sima Qiana informuje, że wstąpił na tron po śmierci brata Pan Genga.  Rządził przez 3 lata, otrzymał pośmiertne imię Xiao Xin, a jego następcą został jego młodszy brat Xiao Yi.